# Willi Ulsamer
Willibald Ulsamer (* 2. Januar 1925 in Greding oder Spalt; † 1. Juli 1992 in Spalt) war ein deutscher Buchautor, Historiker und Heimatpfleger.
Ulsamer war studierter Gymnasiallehrer und absolvierte sein Referendariat 1950/1951 am Hans-Sachs-Gymnasium Nürnberg. 1960 promovierte er an der Universität Erlangen über Wolfgang Agricola, Stiftsdekan von Spalt (1536–1601).
Von 18. März 1962 bis 19. November 1987 war Ulsamer Vereinsvorsitzender des Heimatvereins Spalter Land. Als solcher war er Verfasser Heimatkundlicher Schriften der Stadt Spalt und des Altlandkreises Schwabach.